# Dipodomys heermanni
Dipodomys heermanni és una espècie de mamífer rosegador de la família dels heteròmids. És endèmica de Califòrnia (Estats Units). S'alimenta principalment de llavors. Els seus hàbitats naturals són els herbassars secs i gravosos de vall i el chaparral obert, així com els boscos situats a avantmunts i la zona de vida Sonoriana Alta. És una espècie en risc mínim, és a dir, no sembla que hi hagi cap amenaça significativa per a la seva supervivència.
Aquest tàxon fou anomenat en honor del metge i naturalista estatunidenc Adolphus Lewis Heermann.